# Valentin Černe
Valentin Černe, slovenski kmet, * 12. februar 1731, Ljubljana, † 31. januar 1798, Ljubljana.

## Življenjepis
Černe je bil čebelar, rejec konj in sadjar. Znal je izkoristiti sočasne strokovne in tehnične dosežke tistega časa v kmetijstvu, zlasti sadjarstvu. Izdelal je čebelni panj iz desk, uporaben za prevažanje in tako posledično za boljšo izbiro paše. Na Kranjskem pa si je pridobil tudi velike zasluge pri vzreji plemenskih konj. Sodeloval je tudi z naravoslovcem Balthasarjem Hacquetom.